# Korszew
Korszew (lit. Karšuva) – historyczna kraina na Litwie, wchodząca w skład Żmudzi.

## Historia
W 1253 roku wspominany w donacji Mendoga dla zakonu krzyżackiego. W XIII i XIV wieku kraina była miejscem zmagań pomiędzy wojskami krzyżackimi a litewskimi. W 1289, 1303 i 1307 południowo-zachodnia część krainy była pustoszona przez wojska krzyżackie, jednak Korszew nie został w pełni zdobyty przez Krzyżaków; również ze względu na wysoki potencjał obronny krainy i znajdujące się w niej warownie.
Do 1791 roku Korszew stanowił odrębny trakt Księstwa Żmudzkiego.
Od Korszewu pochodzi nazwa Puszczy Korszewskiej - czwartego największego kompleksu leśnego na współczesnej Litwie.

## Lokalizacja
Kraina jest położna pomiędzy Niemnem a Szeszuwą. W jej skład wchodzi część terytorium współczesnych rejonów: jurborskiego, tauroskiego i szyłelskiego. Spośród krain historycznych na południu sąsiadowała ze Skalowią.
W rejonie tauroskim znajduje się wieś Korszew.